# We Are the Fallen
We Are the Fallen é uma banda americana de metal alternativo formada em 2009 na cidade de Los Angeles, Califórnia pelos guitarristas Ben Moody e John LeCompt, o baterista Rocky Gray, o baixista Marty O’Brien e a vocalista Carly Smithson. Anteriormente, Moody, LeCompt e Gray integraram a banda Evanescence, enquanto Smithson participou do programa de televisão American Idol.

## História
Em 22 de outubro de 2003, o cofundador e guitarrista da banda de metal alternativo Evanescence deixou o grupo em meio a turnê promocional do álbum Fallen (2003) na Europa alegando "diferenças criativas". Algum tempo depois, em 4 de maio de 2007, o guitarrista John LeCompt foi demitido, e em seguida o baterista Rocky Gray também decidiu deixar o Evanescence.
Dessa maneira, Moody entrou em contato com seus ex-companheiros de banda na tentativa de continuarem trabalhando juntos, recrutando ainda o baixista Marty O’Brien. Para completar a formação, Moody realizou audições em Nova York para a contratação de uma vocalista feminina, sendo apresentado por uma amiga à cantora irlandesa Carly Smithson através de um vídeo de uma performance de "Bring Me to Life" na 7.ª temporada do programa de televisão American Idol, com Moody descrevendo-a como "o tipo de presença que é grande o suficiente para lidar com o que a banda faz, tanto musicalmente quanto visualmente".
Com isso a banda foi oficialmente formada, a princípio sob o nome The Fallen (uma alusão ao disco Fallen do Evanescence), porém teve que ser alterado para We Are the Fallen em junho de 2009, de modo a evitar problemas de direitos autorais com outra banda já existente. A estreia ao vivo do grupo aconteceu logo após uma coletiva de imprensa em 22 de junho de 2009 em Los Angeles, Califórnia, ocasião na qual a banda tocou a faixa autoral "Bury Me Alive", e "Going Under" (cover do Evanescence).
Inicialmente a banda planejava lançar duas canções gratuitamente na Internet a cada dois meses, e posteriormente compilá-las em um álbum com interlúdios orquestrais, bem como realizar apresentações ao vivo apenas em teatros, ao invés de clubes e arenas, de modo a dar destaque a "elementos da performance que vão além da música". Contudo, tais planos foram alterados quando a banda assinou um contrato com o selo Universal Republic Records em 28 de outubro de 2009.

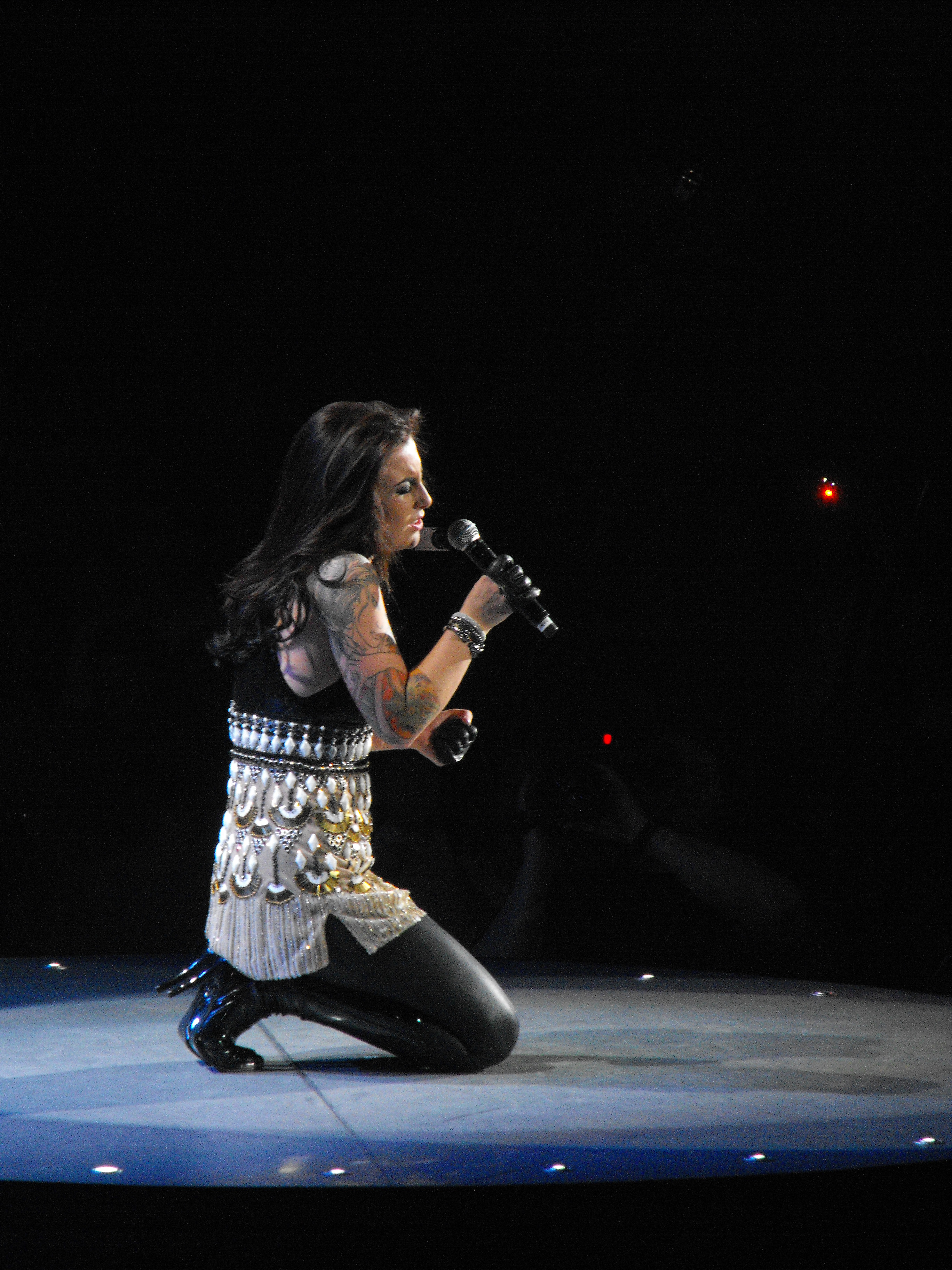
Smithson foi escolhida como vocalista da banda devido à sua exitosa participação em um programa de calouros na televisão americana.

A canção "Bury Me Alive" — que já estava disponibilizada para download desde junho de 2009 — foi lançada como primeiro single da banda em 2 de fevereiro de 2010, numa versão ligeiramente diferente da original e com a adição de uma orquestra no encerramento. O álbum de estreia Tear the World Down, foi lançado em 10 de maio de 2010, debutando na 33.ª posição da Billboard 200. Para promovê-lo a banda excursionou pelos Estados Unidos com diversos concertos (como suporte da banda de rock finlandesa HIM), bem como realizou apresentações em festivais e shows próprios na Europa. O concerto em Hollywood, Califórnia em 21 de janeiro de 2011 foi lançado como um álbum de vídeo intitulado Cirque des damnés, exclusivamente disponibilizado para download no website oficial da banda em 14 de janeiro de 2012.
Em maio de 2011, Moody informou em suas mídias sociais que o We Are the Fallen havia sido liberado de seu contrato com a Universal Republic, e mais tarde em maio de 2012, foi postado um vídeo em seu canal no YouTube no qual ele e Smithson falaram sobre planos futuros. Moody relatou que ele havia escrito material suficiente para mais um álbum e meio, e que LeCompt e Gray também estavam escrevendo música. Smithson revelou ainda que ela tinha um "hit de sucesso" para apresentar ao restante do grupo. Contudo, a banda permaneceu inativa e não lançou mais nenhum trabalho novo desde então.
Em maio de 2021, foi anunciado que eles iriam se reunir para tocar no cruzeiro ShipRocked em janeiro de 2022, mais de 11 anos desde a sua última apresentação ao vivo. No entanto, a produção do evento mudou suas diretrizes de prevenção a COVID-19 pouco tempo antes de sua realização, exigindo que os músicos envolvidos tomassem a dose extra da vacina, de modo a estarem aptos para participarem do evento, o que acabou impedindo muitas bandas e artistas de se apresentarem no cruzeiro, uma vez que não conseguiram receber a dose extra em tempo hábil, tal como foi o caso do We Are the Fallen.

## Formação

### Atual
- Ben Moody – guitarra (desde 2009)
- John LeCompt – guitarra (desde 2009)
- Rocky Gray – bateria (desde 2009)
- Marty O’ Brien – baixo (desde 2009)
- Carly Smithson – vocais (desde 2009)

## Discografia

### Álbuns de estúdio
- Tear the World Down (2010)

### Álbuns de vídeo
- Cirque des damnés (2012)

### Singles
- "Bury Me Alive" (2010)
- "Tear the World Down" (2010)

### Videoclipes
- "Bury Me Alive" (2010)